# Lowndesboro
Lowndesboro es un pueblo ubicado en el condado de Lowndes en el estado estadounidense de Alabama. En el censo de 2000, su población era de 140.

## Demografía
En el 2000 la renta per cápita promedia del hogar era de $ 27.917$, y el ingreso promedio para una familia era de 35.833$. El ingreso per cápita para la localidad era de 17.101$. Los hombres tenían un ingreso per cápita de 23.750$ contra 41.250$ para las mujeres.

## Geografía
Lowndesboro está situado en 32°16′23″N 86°36′36″O / 32.27306, -86.61000 (32.273118, -86.609915)
Según la Oficina del Censo de los EE. UU., la ciudad tiene un área total de 0.80 millas cuadradas (2.06 km²).